# Мюллер, Матиас
Матиас Мюллер (нем. Mathias Müller; род. 3 апреля 1992, Гамбург) — немецкий хоккеист на траве, защитник. Бронзовый призёр летних Олимпийских игр 2016 года, чемпион Европы 2015 года.

## Биография
Матиас Мюллер родился 3 апреля 1992 года в немецком городе Гамбург.
С 4-летнего возраста занимался хоккеем на траве в гамбургском «Уленхорстере». В 2010—2013 годах выступал за тот же клуб на взрослом уровне, в 2013—2018 годах — за кёльнский «Рот-Вайсс», в составе которого в 2015 и 2016 годах стал чемпионом Германии. С 2018 года играет за гамбургский «Поло», капитан команды.
Выступал за молодёжную сборную Германии. В её составе в 2012 году завоевал бронзовую медаль чемпионата Европы в Хертогенбосе, в 2013 году — золото чемпионата мира в Нью-Дели.
В 2014 году дебютировал в сборной Германии. В том же году стал победителем Трофея чемпионов в Бхубанешваре.
В 2015 году стал серебряным призёром чемпионата Европы в Лондоне.
В 2016 году вошёл в состав сборной Германии по хоккею на траве на летних Олимпийских играх в Рио-де-Жанейро и завоевал бронзовую медаль. Играл на позиции защитника, провёл 8 матчей, забил 2 мяча (по одному в ворота сборных Канады и Аргентины).
1 ноября 2016 года был удостоен главной спортивной награды Германии Серебряного лаврового листа за выигрыш олимпийской бронзы.
По состоянию на май 2022 года провёл за сборную Германии 128 матчей (все на открытых полях).